# XVIIIe siècle av. J.-C.
IIIe millénaire av. J.-C. | 
IIe millénaire av. J.-C. | 
Ier millénaire av. J.-C.
../.. | 
XXe siècle av. J.-C. | 
XIXe siècle av. J.-C. | 
XVIIIe siècle av. J.-C. | 
XVIIe siècle av. J.-C.| 
XVIe siècle av. J.-C.| 
../..
Années 1790 av. J.-C. | Années 1780 av. J.-C. | Années 1770 av. J.-C. | Années 1760 av. J.-C. | Années 1750 av. J.-C. 
 Années 1740 av. J.-C. | Années 1730 av. J.-C. | Années 1720 av. J.-C. | Années 1710 av. J.-C. | Années 1700 av. J.-C.
Voir aussi : Liste des siècles, Chiffres romains

## Évènements
- 1800-1700 av. J.-C. : déclin de la civilisation de la vallée de l'Indus (inondations provoquées par les changements du cours des fleuves, invasions de tribus chalcolithiques d’Inde centrale et méridionale, déclin du commerce avec le Proche-Orient ?). Les grandes cités sont remplacées par de grosses bourgades au rayonnement plus local[1]. Dans le territoire correspondant à la civilisation de l’Indus, le processus de régionalisation s’accentue avec la disparition des éléments les plus caractéristiques de l’unité harappéenne : l’écriture, les sceaux ou les poids. De nombreux éléments survivent pourtant au long du IIe millénaire dans les régions orientales et méridionales de la zone. À Pirak, les figurines féminines et de taureau à bosse du IIIe millénaire disparaissent au profit de statuettes de cavaliers, de chevaux et de chameaux à deux bosses, ce qui suggère l’apparition de nouveaux courants idéologiques, centrés sur la nouvelle mobilité apportée par ces animaux[2]. L’âge d’or du commerce interiranien, marqué par la présence de nombreux « trésors » et riches métropoles (coupe sur pied et bol tronconique) semble prendre fin vers 1800/1700 av. J.-C., au moment même où les textes mésopotamiens cessent de parler du commerce oriental. Les grandes agglomérations de Turkménie orientale (Altyn-depe et Namazga-depe) sont abandonnées[3]. Les échanges entre la vallée de l’Indus et le pourtour oriental de l’Iran cessent : le Golfe, la Bactriane, la Turkménie et la plaine de Gorgan sont tour à tour durement affectés et l’ensemble de la vie urbaine s’effondre dans ces régions. L’État élamite subsiste dans sa dualité et Suse reste une grande ville, mais il est possible qu’Anshan, tout en formant le point d’équilibre du royaume, ait connu une éclipse en tant que centre urbain[4].
- 1800-1700 av. J.-C. : âge du bronze moyen II en Grèce[5].
- 1800-1600 av. J.-C. : la terre de Canaan connaît une période de prospérité marquée par de grandes maisons patriciennes, la céramique, les armes en bronze et les bijoux en or retrouvés dans une quinzaine de sites comme Hazor, Tel Taanak, Megiddo, Sichem, Jéricho, Tell Beit Mirsim, Tell ed-Duweir. C'est probablement à cette époque (XIXe siècle – XVIIIe siècle) que des tribus sémitiques de Chaldée (Ur, selon la tradition), sont conduites par Abraham, vers Harran, en pays araméen, puis vers la terre de Canaan. Selon la tradition biblique, les descendants d’Abraham se sédentariseront dans la montagne de Juda, près d’Hébron.
- 1800-1200 av. J.-C. : début de l’âge du bronze récent en Anatolie. Civilisations des Hittites et des Hourrites[6]. Les Hourrites, originaires du Caucase et attestés dès le milieu du troisième millénaire, créent des royaumes au nord de la Mésopotamie. Ils adoptent l’écriture cunéiforme et la langue akkadienne. Chez les Hourrites, les crimes ne sont sanctionnés que par des amendes. La femme occupe une position privilégiée et jouit de droits très étendus. Ils parlent une langue agglutinante très différente des parlers sémitiques ou indo-européens.
- Vers 1796 av. J.-C. : Shamshi-Adad Ier prend Mari et fonde l’éphémère royaume de Haute-Mésopotamie (fin en 1775 av. J.-C.)[7].

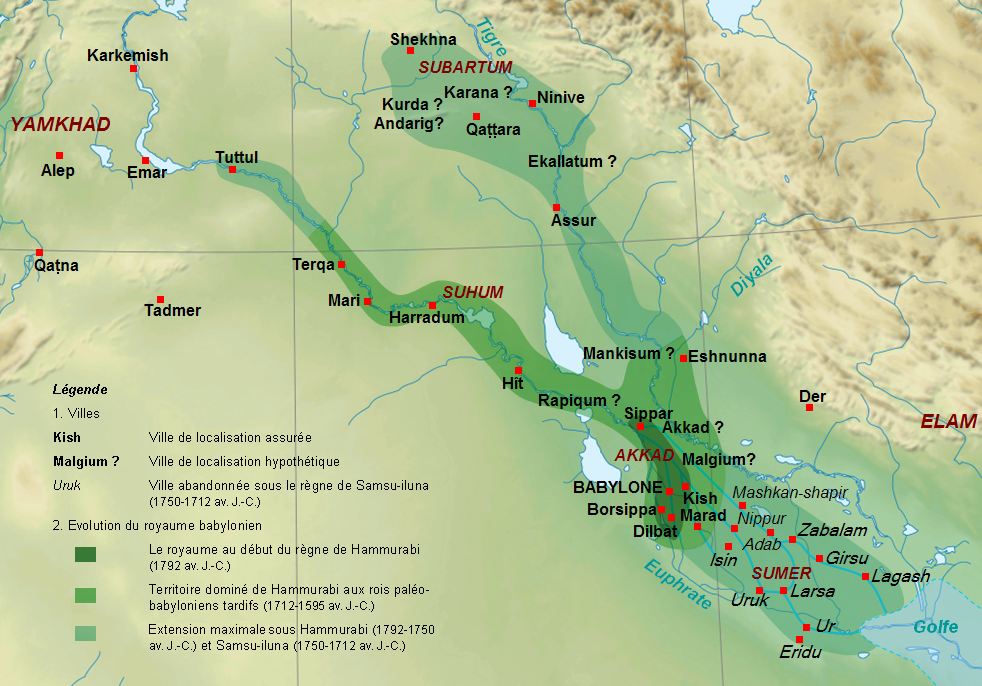
Carte du royaume de la Première dynastie de Babylone depuis le début du règne de Hammurabi jusqu'à la chute de Babylone en 1595.

- 1792-1712 av. J.-C. : apogée de la première dynastie de Babylone sous les règnes d’Hammourabi (1792-1750 av. J.-C.) et de son fils Samsu-iluna (1749-1712 av. J.-C.). Hammourabi domine toute la Mésopotamie après une succession de conquêtes et promulgue un Code de lois qui porte son nom[7].

- Avant 1780 av. J.-C. : émergence du royaume de Yamkhad ou Iamhad en Syrie sous Sumu-epukh (avant 1780) et son fils Iarim-Lim (1781-1650 av. J.-C.)[8]. Le royaume de Iamhad, avec pour centre Alep, maîtrise la Syrie du Nord : à l’est jusqu’à la boucle de l’Euphrate où des villes comme Emar acceptent une sorte de protectorat, vers l’ouest jusqu’à la Méditerranée, et dans la plaine de l’Amuq (Alalakh/Tell Atchana). Il s’édifie au carrefour des relations commerciales entre l’Anatolie, la Méditerranée, la Mésopotamie et la Syrie méridionale. Sa puissance est réelle comme l’indique à la fois l’expédition qu’il mène contre Dêr en Mésopotamie, sa politique active contre Eshnunna et le fait qu’il domine une vingtaine de rois vassaux[4].
- Vers 1750-1500 av. J.-C. : culture du Kerma classique en Nubie[9]. Les troubles dus à l’arrivée des Hyksôs favorisent le royaume de Kerma en Nubie qui contrôle la zone allant d’Assouan à la IVe cataracte. Il fait alliance avec les Hyksôs contre les rois de Thèbes et les administrateurs égyptiens de Basse-Nubie se rallient à son autorité. La capitale est transférée à Bouhen, quelques kilomètres au sud de la IIe cataracte.
- 1710-1540 av. J.-C. : Deuxième Période intermédiaire. La Basse-Égypte tombe aux mains des Hyksôs, originaires de Canaan[10].

## Société
- À l’époque d’Hammourabi, les terres se répartissent entre le roi, les temples et les particuliers qui semblent pouvoir en disposer librement. Plusieurs catégories de personnel travaillent sur les terres royales :
  - des hommes au service du roi, qui reçoivent comme rétribution un bénéfice (ouilku, en général de 1 à 6 bur, soit de 6 à 36 ha environ) qu’ils n’ont pas le droit de vendre mais qu’ils peuvent transmettre à leurs enfants ;
  - des fermiers auxquels était assuré l’approvisionnement en eau ;
  - des colons qui payaient une redevance contre une avance permettant la mise en valeur de la terre ;
  - des hommes de corvée auxquels on concédait des terres pour leur subsistance[4].
- Le dieu de Babylone, Marduk, est promu au sommet du panthéon mésopotamien aux côtés d’Anu et d’Enlil, par Hammourabi. Il prend le titre de bêl (seigneur) et assimile des attributs d’autres dieux[11]. Il y a là une évolution très nette vers un syncrétisme, amorcé réellement dans la deuxième moitié du IIe millénaire av. J.-C.. La pratique cultuelle va tendre vers la monolâtrie, première étape vers le monothéisme[12].
- Selon l’étude de Dominique Charpin, le clergé d’Ur à l’époque d’Hammourabi vit dans des maisons privées, souvent à proximité du grand sanctuaire dont ils dépendent. Il existe une hiérarchie et les fonctions sont très spécialisées (échansons, musiciens, chantres, purificateurs, intendants). Plutôt que de distinguer un personnel cultuel, administratif ou domestique, il semble préférable d’envisager une répartition entre prêtres qui se transmettent leurs charges de père en fils et les prébendiers titulaires de « charges divisibles dans le temps et négociables ». Le clergé forme une caste fermée qui jouit de réels privilèges et qui pour une grande part se coopte[13].

## Inventions, découvertes, introductions

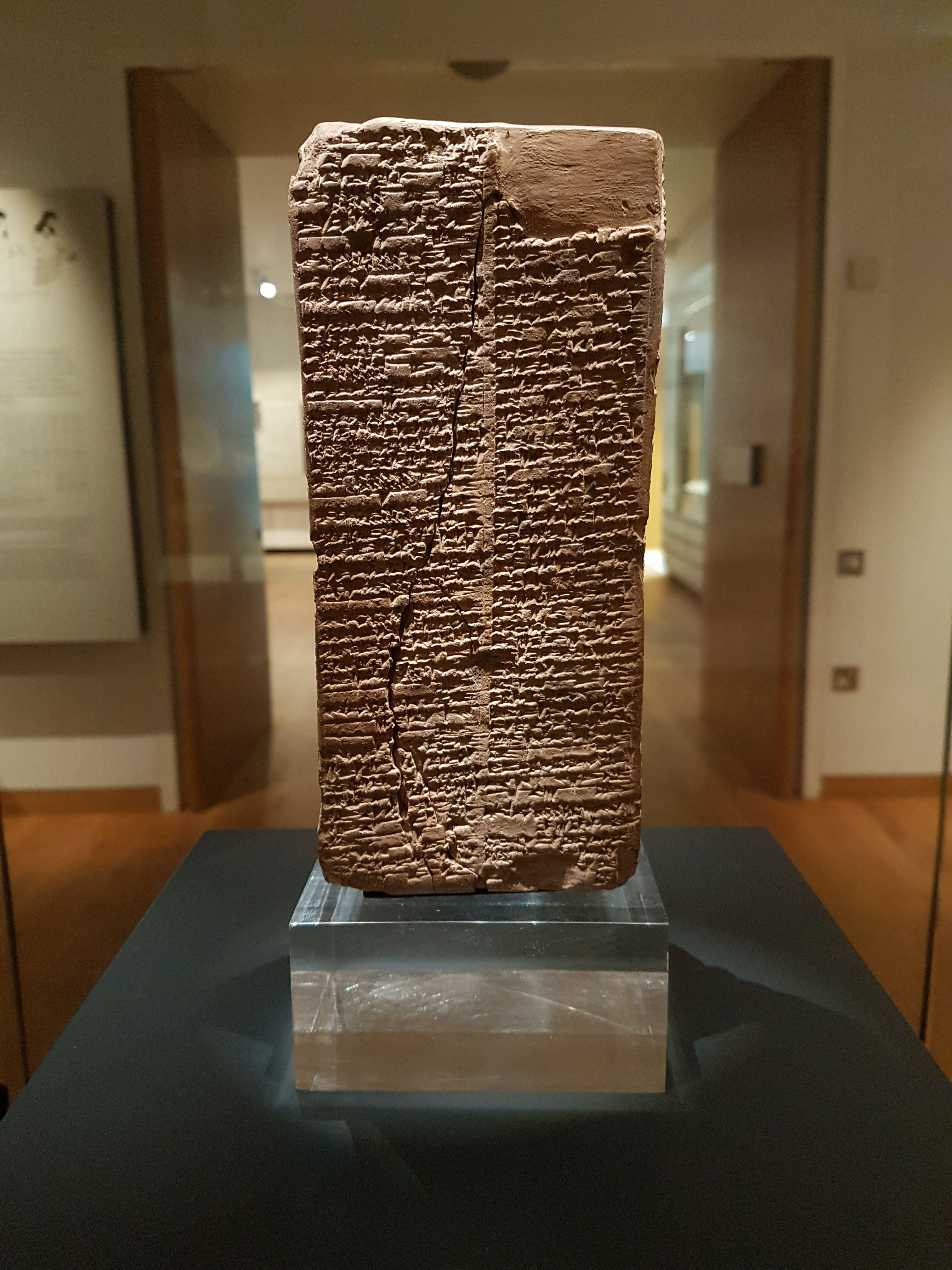
Liste royale sumérienne retrouvée à Larsa, vers 1800

- Liste royale sumérienne, dont la principale version est rédigée au XVIIIe siècle av. J.-C. par les scribes pour justifier les prétentions de la dynastie d’Isin sur le pays sumérien[14], en la replaçant dans une tradition qui conduit à la dynastie d’Agadé et au-delà aux prestigieuses villes de Sumer qui confèrent, comme Kish, la royauté. Bien qu’incomplètes et tendancieuses, elles donnent les durées des règnes, ce qui permet le cas échéant d’évaluer des séquences assez précises, sauf pour les dynasties d’avant le déluge.
- Vers 1800 av. J.-C. : rédaction de la tablette Plimpton 322 dans la région de Larsa, un des spécimens les plus connus des mathématiques mésopotamiennes[15].
- Innovations dans l’armement au Proche-Orient : char de guerre à deux roues, bélier et tour de siège[16], glacis défensif.
- Les progrès de l’astronomie sont suffisants pour permettre à Hammourabi d’instituer un calendrier unique dans son empire en remplacement des anciens calendriers agraires. À la base, un mois lunaire de 29 ou 30 jours, divisé en semaines de sept jours selon les phases de la Lune ; l’année comporte 354 jours et commence au printemps. Pour compenser l’écart entre année lunaire et année solaire, un mois supplémentaire est inséré dans le calendrier tous les deux ou trois ans[17]. Les journées sont divisées en veilles de durées variables tout au long de l’année, trois pour le jour et trois pour la nuit.
- La langue akkadienne atteint sa perfection classique sous le règne d’Hammourabi[7].